# گردوی ریزمیوه
گردوی ریزمیوه (نام علمی: Juglans microcarpa) نام یک گونه از سرده گردو است.